# Baba Mondi
Edmond Brahimaj (Vlora, 19. svibnja 1959.), poznatiji kao Baba Mondi, albanski je duhovnik i osmi dedebaba bektašijskoga reda. Vrhovni je poglavar muslimanima bektašijama. Planirani je poglavar Suverene države bektašijskoga reda, potencijalne mikrodržave u glavnom gradu Albanije, Tirani.

## Rani život
Brahimaj je rođen u bektašijskoj obitelji u albanskome gradu Vlori. U rodnome je gradu završio osnovno obrazovanje i diplomirao na vojnoj akademiji. Od 1982. godine služio je kao časnik u Albanskoj narodnoj vojsci, a s te je dužnosti pušten 1991. godine. Godinu poslije započeo je vjersko obrazovanje te 16. svibnja 1996. postao derviš.

## Vodstvo bektašijskoga reda
Nakon smrti Babe Tahira Eminija, dedelik Tirane imenovao je tada Babu Edmonda Brahimaja za voditelja tekije Harabati baba u Tetovu, u Sjevernoj Makedoniji, čineči ga time poglavarom sjevernomakedonskih bektašija. Dana 11. lipnja 2011., nakon smrti Dede Reshata Bardhija, Brahimaj je izabran za poglavara bektašija (dedebabu).
Godine 2024. objavljeno je da je Baba Mondi s premijerom Albanije Edijem Ramom stvorio planove za osnivanje nove mikrodržave u Albaniji, Suverene države bektašijskoga reda, koja bi služila promicanju bektašijske vjere i borbi protiv radikalnih islamskih te antiislamskih ideologija.